# Batrachorhina griseofasciata
Batrachorhina griseofasciata là một loài bọ cánh cứng trong họ Cerambycidae.